# Agelaius tricolor
El sargento tricolor (Agelaius tricolor), también denominado tordo tricolor, tordo capitán y turpial tricolor, es una especie de ave paseriforme de la familia Icteridae propia del suroeste de América del Norte. Es un pájaro de hábitos parcialmente migratorios, cuya área de distribución se limita a regiones cercanas a las costas norteamericanas del Pacífico, desde el norte de California y en menor medida Oregón y otros estados occidentales en los Estados Unidos hasta las zonas más septentrionales de Baja California (México). Presenta un marcado dimorfismo sexual, relativo principalmente a la coloración del plumaje, siendo las hembras predominantemente marrones y los machos mayormente negros con un par de manchas rojas bordeadas por una banda blanca sobre las alas. Es una especie extremadamente gregaria y constituye el ave terrestre que forma las colonias más grandes en América del norte. Los tordos tricolores pueden vivir al menos trece años. Se encuentra en peligro de extinción debido a la pérdida de su hábitat y bajo éxito reproductivo. La caza, la intoxicación, la depredación y las condiciones meteorológicas también han sido importantes factores de mortalidad. Su población, estimada en ciento sesenta y tres mil individuos para el año 2000, se redujo enormemente durante el siglo XX. Habita en pantanos, tierras altas y terrenos agrícolas y se alimenta principalmente de insectos y granos.

## Taxonomía
El sargento tricolor es una de las once especies tradicionalmente clasificadas dentro del género Agelaius y una de las cinco que siguen siendo consideradas parte de éste desde la reclasificación del Congreso Ornitológico Internacional de 2010. Este nombre es una latinización del griego agelaios, “perteneciente a una bandada”; el nombre de la especie, tricolor, hace referencia a la coloración del plumaje del macho. Pertenece a la familia de los ictéridos, la cual comprende a aves paseriformes oriundas de América del norte y del sur.
No se han identificado subespecies, aunque está dividido en dos poblaciones separadas y sin interrelación aparente: una en el sur de California, al sur de las Montañas Tehachapi, que se adentra hacia el norte de Baja California, y otra a lo largo del Valle Central de California. Estudios en los que se utilizó la identificación por medio de marcas de más de setenta mil individuos no lograron comprobar ningún intercambio de ejemplares entre estas dos poblaciones. La población meridional permanece en el área desde el condado de Santa Bárbara al sur hacia Baja California y al este hacia el desierto de Sonora durante todo el año. La población del Valle Central, en cambio, es parcialmente migratoria y pasa el invierno sobre las costas de dicho estado.

## Descripción
El sargento tricolor es un ictérido de tamaño medio, con dimorfismo sexual. El macho adulto presenta el plumaje de coloración negra lustrosa, con reflejos iridiscentes azulados o verdosos a la luz del sol. Tiene una mancha escarlata brillante sobre los hombros, cuya intensidad lo distingue del tordo sargento macho (Agelaius phoeniceus). Debajo de esa mancha, luce una banda blanca, en vez de amarilla como en el tordo sargento. La hembra es marrón oscuro con vetas grises oscuras y marrones; su abdomen, aunque también veteado, es más uniformemente marrón oscuro que el de la hembra de aquella especie, de aspecto muy similar. La garganta es más pálida que el resto de su plumaje. Exhibe una mancha roja-anaranjada sobre los hombros, ausente en las hembras jóvenes, la cual se desarrolla con la edad. Los juveniles son similares a las hembras, pero más claros. Los machos en edad reproductiva pesan unos 60–65 g en promedio, mientras que las hembras, unos 40–45 g. Su longitud total es de 18–24 cm. El pico es largo, angosto, cónico y en punta. Tanto machos como hembras poseen un pico más delgado y una cola más cuadrada que el tordo sargento. Los individuos de ambos sexos tienen alas angostas y en punta; la novena pluma primaria es más larga que la sexta, lo que da a sus alas una apariencia más puntiaguda que en el caso de los tordos sargento y permite al observador experimentado diferenciar al tordo tricolor de otros ictéridos en la distancia. Su vuelo es típicamente ondulante y alcanza una velocidad de 48 km/h.

## Distribución y población
El tordo tricolor es casi endémico de California y se reproduce principalmente en el Valle Central y otros sitios al oeste de la Cordillera de las Cascadas y de la Sierra Nevada. Habita esparcidamente sobre las costas de California, Oregón, el noroeste de Baja California (México) y raramente en el oeste de Nevada. Si bien normalmente habita en las tierras bajas, también se ha reproducido a 1300 m s. n. m. en el área de Klamath (Oregón) y a lo largo de las laderas occidentales de la Sierra Nevada.
Su área de distribución cubre unos 113 000 km² y ha cambiado poco desde la década de 1930, aunque su número se ha reducido dramáticamente. De la población global estimada en alrededor de ciento sesenta y tres mil adultos en 2000, más del 99 % se encontraba en California. Tanto histórica como actualmente, más del 90 % de la población de tordos tricolores anida en el Valle Central de California. Grandes cantidades de tordos tricolores también se reproducían históricamente en el sur de California. En la actualidad, esta región alberga una población muy reducida, muchísimo menor a la del Valle Central. La especie también se reproduce en otras zonas bajas de California al oeste del eje formado por la Cordillera de las Cascadas y la Sierra Nevada y en valles de mayor altitud en el noreste de California. Durante el invierno virtualmente todas las aves fuera del estado excepto por unos pocos en Oregón se concentran en California.

### Área de reproducción y población históricas y actuales
El área de reproducción histórica conocida del tordo tricolor en California comprendía los valles de Sacramento y San Joaquín, las estribaciones de la Sierra Nevada hacia el sur hasta el condado de Kern, las zonas costeras del condado de Sonoma al sur hacia la frontera con México y, esporádicamente, el Modoc Plateau. Las investigaciones históricas, sin embargo, no incluían grandes zonas del área de reproducción de la especie actualmente conocidas y consecuentemente no documentaban toda su extensión en esa época.
Existen pocos registros del siglo XIX referidos a la abundancia del tordo tricolor en California. Heermann (1859:53) describió bandadas otoñales de miles de individuos en la región de Shasta y una bandada invernal en el condado de Solano “con tantos miles como para oscurecer el cielo por cierta distancia”. Belding (1890) observó una inmensa colonia en el condado de San Joaquín. Según J. G. Cooper, el tordo tricolor era “la especie más abundante cerca de San Diego y Los Ángeles y no raro en Santa Bárbara” (Baird 1870:266; Baird y otros 1874:166). Grinnell (1898) los registró en “números considerables” a lo largo del año en el condado de Los Ángeles.
Neff (1937) condujo los primeros estudios sistemáticos sobre la población y distribución de la especie. En 1934, observó 736 500 adultos en solo ocho condados del Valle Central. Esto sugeriría que la población histórica total bien podría haber superado el millón de individuos. Desde 1931 a 1936, Neff encontró doscientas cincuenta y dos colonias en veintiséis condados californianos. La colonia de mayor tamaño, en el condado de Glenn, contenía más de doscientos mil nidos —lo que equivalía a unos trescientos mil adultos— y cubría casi 24 ha; varias más en los condados de Sacramento y Butte superaban los cien mil nidos y ciento cincuenta mil adultos. La mayoría de las colonias grandes estaba asociada a humedales en áreas arroceras del Valle de Sacramento. En los años 1960, Orians (1961) y Payne (1969) documentaron múltiples colonias de más de cien mil adultos.
Aunque su población se redujo en más de un 50 % entre los años 1930 y comienzos de los años 1990, su área de distribución ha cambiado poco desde mediados de la década de 1930. Investigaciones recientes han documentado su presencia en algunas áreas que no habían sido bien estudiadas con anterioridad, pero que probablemente hayan estado habitadas históricamente por estas aves. Estas incluyen en su mayoría registros de poblaciones locales en la periferia de su área de distribución, como las de la costa norte al condado de Humboldt, el noreste de California y el desierto de Mojave occidental, y de nuevas colonias dentro del área de distribución histórica. Desde 1980, se han observado colonias reproductivas activas en 46 condados californianos; la totalidad de las colonias más grandes (con más de veinte mil adultos) se ubicaban en el Valle Central o en Toledo Pit (condado de Tulare).
Censos recientes realizados en todo el estado mostraron una dramática disminución del número de aves en el Valle Central. De hecho, la población global actual es menor al número histórico de individuos de algunas colonias. El total de adultos en California en cuatro investigaciones llevadas a cabo a fines de abril que cubrían todos los sitios reproductivos recientemente descubiertos fue de 369 359 en 1994, 237 928 en 1997, 104 786 en 1999 y 162 508 en 2000, lo cual implica una disminución de un 56 % en solo seis años. Mientras que en 1994 se localizaron ciento cincuenta y seis colonias reproductivas, en 2000 se descubrieron solo ciento cuatro. A su vez, debido a la tendencia decreciente de la población global, las colonias eran más pequeñas, en promedio, en 2000 que en 1994. En abril de 2004, los estudios se concentraron solo en aquellas colonias que habían albergado más de dos mil adultos en al menos un año previo. De los ciento ochenta y cuatro sitios estudiados, solo treinta y tres acogían colonias activas al momento del estudio. De esas treinta y tres, solo trece albergaban más de dos mil adultos.

### Área de distribución invernal
Durante el invierno, los tordos tricolores se retiran de Washington, Oregón, Nevada, Baja California, las zonas costeras de los condados de Santa Bárbara y San Diego y partes del norte de California fuera del Valle Central, para concentrarse en el Delta de Sacramento-San Joaquín y sus alrededores y la zona central de la costa de California, incluyendo los condados de Monterrey y Marin, en donde a menudo se les encuentra en zonas con tambos. Bandadas pequeñas también pueden aparecer esparcidas en sitios costeros del condado de Sonoma hacia el sur hasta el condado de San Diego y esporádicamente hacia el norte hasta el condado de Del Norte. Si bien algunos tordos tricolores residen en el Valle Central durante todo el año, son poco comunes en invierno en el sur del Valle de San Joaquín y en el Valle de Sacramento al norte del condado homónimo.

## Hábitat
Se reproduce en pantanos de agua dulce con vegetación alta, en hábitats de meseta —particularmente entre plantas de zarza armenia (Rubus armeniacus), una especie introducida— y en campos con forraje. Se alimenta en zonas agrícolas, especialmente en donde hay ganado y el césped es corto. Tiende a descansar en pantanos.
Gran parte del hábitat reproductivo actual del tordo tricolor presenta una vegetación diferente al de sus hábitats reproductivos originales. De las colonias observadas en los años 1930, alrededor del 97 % se ubicaba sobre los vastos pantanos de aguas profundas con totoras (Typha spp.) y tules (Scirpus spp.) a lo largo del Valle Central de California. La preponderancia actual de la nidificación en tierras altas no se corresponde con los registros de entonces y la gran mayoría de los sustratos en hábitats de meseta utilizados en la actualidad consiste en plantas introducidas. La posibilidad de anidar sobre el agua aparentemente brinda protección de los depredadores a muchas aves que crían a sus polluelos en pantanos y constituye un criterio básico para la elección de un sitio de nidificación para algunas especies estrechamente emparentadas con el tordo tricolor —el tordo sargento (Agelaius phoeniceus), el trile (Agelasticus thilius) y el tordo cabeciamarillo (Xanthocephalus xanthocephalus)— y otros paseriformes. Hoy en día aproximadamente la mitad de los nidos son construidos en hábitats de meseta; sin lugar a dudas este cambio guarda relación con la pérdida del 96 % de los humedales de California en los últimos 150 años sobre 1 500 000 hectáreas antes del asentamiento europeo.

## Estado de conservación y amenazas
El tordo tricolor es clasificado como una especie en peligro de extinción. Su población global estimada para el año 2000 rondaba el 20 % de su población histórica estimada. Su susceptibilidad a fracasos reproductivos masivos vinculados a la nidificación en colonias y su limitada área de distribución representan obstáculos para su supervivencia. El decrecimiento de su población se dio principalmente durante el siglo XX, aparentemente en respuesta a alteraciones a gran escala del ambiente en regiones en donde anteriormente era abundante. La pérdida de su hábitat de nidificación en las tierras altas, su bajo éxito reproductivo en sus hábitats nativos y su completo fracaso en cuanto a la reproducción en los terrenos agrícolas cultivados son probablemente las principales causas de su reciente disminución poblacional. Asimismo, se cree que el uso de herbicidas y la contaminación del agua ha producido un total fracaso reproductivo en varias colonias.
El decrecimiento histórico de sus números pudo deberse a la desaparición de los humedales nativos, la disminución de los pastizales y de las poblaciones de saltamontes (un componente básico de su dieta), la caza y la utilización a gran escala de veneno en intentos por controlar las plagas perjudiciales para los cultivos que continuaron hasta la década de 1960. La caza fue un importante factor de mortalidad hasta la década de 1930 cuando más de 300 000 tordos tricolores y sargento fueron aniquilados y vendidos en el Valle de Sacramento durante un lapso de cinco años. A este período le siguieron esfuerzos de envenenamiento a gran escala para controlar los daños ocasionados a los cultivos durante los años 1930. Desde alrededor de 1930, cuando el tordo tricolor fue considerado como una plaga para la agricultura, la información recopilada ha demostrado una continua disminución poblacional a lo largo de su área de distribución.
Tras haber sido descritos como persecutores de saltamontes a principios de los años 1960, la imposibilidad de confirmar esta relación a fines de la década de 1970 derivó en la teoría de que la disminución en la abundancia del tordo tricolor respecto de las cifras recopiladas en los años 1930 podría ser consecuencia de la pérdida de los pastizales y saltamontes de California. Sin embargo, debido a la adaptabilidad de la dieta del tordo tricolor en relación con los tipos de insectos localmente abundantes, un decrecimiento en las poblaciones de saltamontes podría no estar directamente vinculado a las disminuciones poblacionales de esta ave.
Puesto que su éxito reproductivo es limitado en los humedales nativos, la protección de estos hábitats no revertiría el decrecimiento de su población; las medidas de conservación deben dirigirse también a los terrenos agrícolas y los hábitats de meseta. Las medidas que han sido tomadas para no interferir con su reproducción incluyen la compra de tierras cultivadas a fin de preservar colonias de gran tamaño y la posposición de las cosechas para evitar la destrucción de los nidos durante la temporada reproductiva.

### Pérdida de su hábitat y actividades agrícolas
Las mayores amenazas para esta especie son la pérdida y degradación de su hábitat debido a las actividades humanas. La mayoría de los hábitats nativos que alguna vez sustentaron la nidificación y alimentación de los tordos tricolores ha sido reemplazada por la urbanización y terrenos agrícolas que no satisfacen sus necesidades. En el condado de Sacramento, un histórico centro reproductivo para esta especie, la conversión de pastizales y pasturas en viñedos se expandió de 3050 hectáreas en 1996 a 5330 hectáreas en 1998 para alcanzar las 6762 hectáreas en 2003. La transformación de pastizales y pasturas en viñedos en el condado de Sacramento y otros lugares dentro del área de distribución de la especie en el Valle Central ha resultado en la reciente desaparición de varias colonias grandes y en la eliminación de amplias áreas de hábitat alimenticio adecuado para el tordo tricolor.
Con frecuencia se destruyen colonias enteras de hasta decenas de miles de nidos en cultivos de cereales y forraje al arar las tierras y cosechar los cultivos. La concentración de una gran proporción de la población en un reducido número de colonias reproductivas incrementa el riesgo de fracasos reproductivos a gran escala, especialmente en hábitats vulnerables como terrenos agrícolas. En 2003, aproximadamente 80 000 individuos —la mitad de la población global en 2000— anidaron en dos campos agrícolas en donde el 80 % de los nidos se perdió debido a las operaciones involucradas en la cosecha.

### Intoxicación
Varias sustancias tóxicas y contaminantes han causada muertes masivas de tordos tricolores. McCabe (1932) registró el envenenamiento por estricnina de 30 000 adultos como consecuencia de un experimento agrícola. Neff (1942) consideró que el envenenamiento para regular los números de aves que se alimentaban de los cultivos —especialmente de arroz— constituía una importante causa de mortalidad para la especie. Esta práctica continuó hasta la década de 1960 y miles de tordos tricolores y otros ictéridos fueron exterminados para controlar el daño producido a los cultivos de arroz en el Valle Central.
Beedy y Hayworth (1992) describieron un fracaso reproductivo absoluto en una colonia grande de alrededor de 47 000 adultos en Kesterson Reservoir (condado de Merced) y se diagnosticó la intoxicación por selenio como la principal causa de muerte. En una colonia del condado de Kern, ninguno de los huevos rociados con un aceite para controlar el número de mosquitos logró eclosionar. Hosea (1986) atribuyó la pérdida de al menos dos colonias a las aplicaciones de herbicidas aéreos.

### Depredación

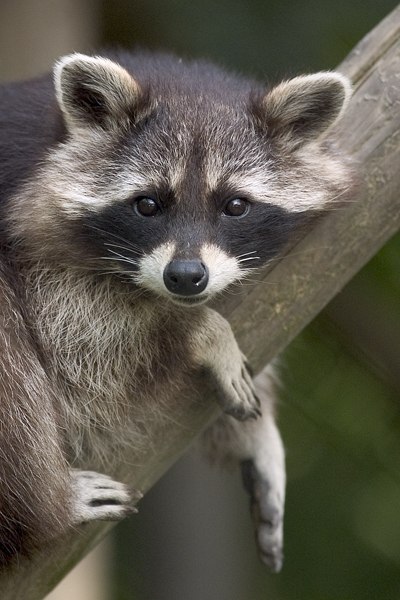
El mapache es un depredador natural del tordo tricolor.

El tordo tricolor tiene una gran cantidad de predadores y la depredación ha estado involucrada en el abandono de las colonias. Los depredadores más peligrosos para el tordo tricolor son el martinete común (Nycticorax nycticorax) y el mapache (Procyon lotor) en las colonias de humedales y el coyote (Canis latrans) y la garcilla bueyera (Bubulcus ibis) en colonias de meseta y Triticale. Otros predadores son el aguilucho pálido (Circus cyaneus), el cuervo común (Corvus corax) y el azor de Cooper (Accipiter cooperii).
Registros históricos documentaron la destrucción de colonias reproductivas por parte de una diversidad de predadores, tanto aves como mamíferos y reptiles. Recientemente, en especial en los pantanos permanentes de agua dulce del Valle Central, se perdieron colonias enteras debido a la depredación del martinete común y el cuervo común. Algunas colonias grandes de hasta 100 000 adultos pueden perder más del 50 % de sus nidos por los coyotes, particularmente en los campos de forraje, pero también en pantanos de agua dulce cuando el agua es retirada artificialmente. El manejo del agua por parte del hombre favorece el acceso de los predadores a las colonias activas.

### Condiciones meteorológicas
La exposición a condiciones meteorológicas extremas puede ocasionar una mortalidad masiva a las hembras adultas, huevos y polluelos. Las lluvias intensas y los vientos fuertes son los dos principales factores de mortalidad relacionados con la meteorología. La deserción de la colonia puede ocurrir después del tercer día de una ola de calor a mediados del verano en la que las temperaturas durante el día excedan los 38 °C durante tres o más días consecutivos. Las hembras adultas ocasionalmente encontradas muertas sobre sus nidos pueden haber sido víctimas de hipotermia.

## Comportamiento
El patrón reproductivo de las colonias de esta especie implica una nidificación altamente sincronizada y constituye una adaptación que probablemente le confiera protección frente a los depredadores a través de la saturación de los mismos debido a sus números y de la defensa mutua. Los tordos tricolores también se alimentan en grupos a lo largo de la temporada reproductiva y mantienen un comportamiento social durante el resto del año.
Aunque puede encontrársele a lo largo de su área de reproducción durante los meses invernales, esta especie es parcialmente migratoria: grandes cantidades de tordos tricolores son vistas en la zona central de la costa de California en invierno a pesar de que en verano haya pocos nidos en esta área. En invierno se congregan en enormes bandadas de varias especies de ictéridos que se alimentan en pastizales y campos de cultivo con vegetación baja y en tambos y feedlots. Desde mediados de octubre hasta febrero bandadas de hasta 25 000 individuos frecuentan los tambos de la península de Point Reyes, en el condado de Marin. Pueden observarse grandes bandadas alimentándose sobre pasturas al norte de Río Vista (condado de Solano) a fines de octubre; también se han observado bandadas de gran tamaño en el Delta de Sacramento-San Joaquín a fines de noviembre. Algunas bandadas invernales de alimentación están compuestas casi exclusivamente por individuos de determinado sexo. En febrero, los individuos de esta especie se segregan y forman bandadas de tordos tricolores exclusivamente, las cuales pueden subdividirse en bandadas de cierto sexo o edad. En esa época, las bandadas recorren el terreno alimentándose hasta que encuentran un sustrato adecuado para anidar con una abundante fuente de insectos en las cercanías.
A fines de marzo y comienzos de abril, los tordos tricolores abandonan las zonas de invernada en el Delta de Sacramento-San Joaquín y a lo largo de las costas de California y llegan a los sitios de reproducción en el condado de Sacramento y a lo largo del Valle de San Joaquín. Un importante número de tordos tricolores pasa el invierno en el norte del Valle de San Joaquín. Las colonias menores en las estribaciones y aquellas del Valle de San Joaquín se establecen típicamente hacia comienzos de abril. Después de la temporada de reproducción, los tordos tricolores se desplazan al Valle de Sacramento desde otros sitios reproductivos. Grandes bandadas siguen formándose en el Valle de Sacramento desde fines del verano (agosto) hasta el otoño.

## Alimentación
Ha sido descrito como un oportunista en referencia a su alimentación puesto que consume cualquier insecto localente abundante, incluyendo saltamontes (Orthoptera), escarabajos y gorgojos (Coleoptera), larvas de frigáneas (Trichoptera), orugas de mariposas y polillas (Lepidoptera), larvas de libélulas (Odonata), y dípteros, así como también de granos, caracoles y almejas pequeñas. Los polluelos son alimentados con escarabajos y gorgojos, saltamontes, larvas de frigáneas, orugas de mariposas y polillas
 y, especialmente en zonas arroceras, larvas de libélulas. Los adultos que tienen acceso al alimento del ganado, como maíz molido, comienzan a dárselo a sus polluelos cuando estos rondan su décimo día de vida. Durante la temporada reproductiva, las presas animales constituyen alrededor del 91 % de la dieta de los polluelos, 56 % de la de las hembras adultas y 28 % de la de los machos adultos. Más del 88 % de su dieta invernal es de origen vegetal, principalmente semillas de arroz y otros granos, aunque también semillas de hierbas.
Como otras especies de ictéridos, los tordos tricolores son fundamentalmente granívoros; sin embargo, consumen una amplia variedad de alimentos de origen vegetal y animal, y aprovechan las fuentes de alimento con mayor disponibilidad en cada oportunidad. En el Valle de San Joaquín, la mayoría se alimenta de granos almacenados relacionados con los tambos; adicionalmente, consiguen presas animales en hábitats tanto acuáticos como terrestres ubicados a varios kilómetros de la colonia. Los individuos pueden alimentarse sobre amplias áreas, aunque las hembras que acarrean huevos en formación en su interior y los adultos que alimentan a sus polluelos típicamente concentran su búsqueda de comida en zonas pequeñas y altamente provechosas, incluyendo matorrales (a menudo excelentes fuentes de orugas), pasturas (muchos tipos de insectos, pero particularmente saltamontes en los años de superabundancia de estos), humedales y arrozales (larvas de insectos acuáticos en ambos hábitats).
Con el cese del ciclo natural de inundaciones y la pérdida de la mayor parte de los humedales nativos y hábitats de meseta en el Valle Central, los tordos tricolores ahora se alimentan principalmente en hábitats artificiales. Se crean condiciones ideales para su alimentación cuando el riego por inundación, la poda del césped o la alimentación de los animales de pasturas mantienen la vegetación a una altura de menos de 15 cm. Los hábitats alimenticios predilectos incluyen cultivos como el arroz, la alfalfa, pasturas irrigadas y campos de granos en maduración o ya cosechados (por ejemplo, avenas, trigo, forraje), así como también pastizales anuales, feedlots y tambos. Estas aves se alimentan también en los hábitats nativos que aún sobreviven, incluyendo estanques estacionales con agua o secos, matorrales ribereños y orillas abiertas de pantanos. Los viñedos, campos de frutales y cultivos sembrados en surcos (tomate, remolacha azucarera, maíz, arveja, remolacha, cebolla, etc.) no proporcionan un sustrato adecuado para el nido ni hábitats alimenticios útiles para los tordos tricolores.
La mayoría de los tordos tricolores se alimentan dentro de los 5 km desde sus colonias reproductivas (rara vez hasta dentro de los 13 km). La proximidad a áreas de alimentación adecuadas parece ser extremadamente importante para el establecimiento de una colonia, puesto que los tordos tricolores por lo general se alimentan, al menos inicialmente, en el campo que sustenta la colonia. Sin embargo, a menudo solo una pequeña fracción del área en los alrededores de la colonia proporciona un hábitat alimenticio adecuado.
Los ictéridos, incluyendo el tordo tricolor, tienen una larga historia de destrucción de cultivos. Consumen arroz recientemente germinado, avenas en maduración, cebada y granos de arroz. Por otro lado, los tordos tricolores también pueden proporcionar un beneficio considerable a través del consumo de insectos sobre una variedad de terrenos agrícolas.

## Reproducción
Su temporada de reproducción habitual se extiende entre mediados de marzo y principios de agosto; también se ha registrado su reproducción en otoño entre septiembre y noviembre en varios sitios dentro del Valle Central y entre julio y septiembre en Point Reyes (condado de Marin). Los machos llegan a las áreas de reproducción entre uno y tres días antes que las hembras, típicamente entre mediados y fines de marzo en el sur de California y el valle de San Joaquín. En la mayoría de los casos, un mismo macho se aparea con dos hembras en cada oportunidad.
Su éxito reproductivo es significativamente mayor entre las plantas introducidas en las tierras altas (en particular, zarza armenia) que en la vegetación nativa de los humedales —totoras (Typha spp.) y tules (Scirpus spp.)—, su principal hábitat reproductivo histórico. En los campos de forraje, que albergan una proporción significativa de la población reproductiva (17 % en 2000), su éxito reproductivo puede ser desastrosamente bajo debido a que las cosechas pueden resultar en la destrucción de colonias enteras con decenas de miles de nidos.
Se cree que las hembras se reproducen ya al año de edad, mientras que los machos probablemente no se reproduzcan hasta su segundo año. Lack y Emlen (1939) encontraron una proporción de alrededor de 47 machos adultos por cada 100 hembras de tordo tricolor. A pesar de ello, algunas colonias pueden tener casi tantos machos como hembras. Ocasionalmente, es víctima del parasitismo de puesta por parte de una subespecie tordo cabecicafé (Molothrus ater obscurus), un ictérido cuya reproducción requiere la puesta de sus huevos en los nidos de otras aves. Sin embargo, la mayoría de los huevos de tordo cabecicafé en nidos de tordos tricolores (N = 23 de 23) no eclosiona.

### Sitios reproductivos
Generalmente crían a dos nidadas por temporada, la segunda a menudo en un sitio diferente más al norte, aunque cuando las condiciones lo permiten la segunda nidada puede ser criada en el mismo sitio o en alguno inmediatamente adyacente. No se han registrado movimientos comparables en el sur de California, en donde se cree que la especie es sedentaria. Las primeras nidadas son criadas entre marzo y abril en el Valle de San Joaquín y el condado de Sacramento, mientras que los sitios reproductivos tardíos se distribuyen por los condados de Colusa y Glenn y otros lugares dentro del Valle de Sacramento, el noreste de California y en menor medida Oregón, Nevada y Washington. A pesar de esta tendencia, pueden formarse colonias en cualquier momento durante la temporada de reproducción a lo largo de toda su área de distribución reproductiva. Se cree que el vínculo entre machos y hembras se mantiene durante la crianza de solo una nidada y que la segunda nidada corresponde a distintos individuos.
DeHaven y otros (1975b) descubrieron que la mayoría de los tordos tricolores no anidan en los sitios en donde ellos fueron criados o en donde criaron a sus polluelos el año anterior. De 33 adultos recuperados en colonias reproductivas sobre un total de 33 058 individuos que habían sido marcados cuando eran polluelos, solo 13 aves habían regresado a un radio de 16 km de sus colonias natales. Las colonias reproductivas, por otro lado, a menudo se establecen año tras año en las mismas áreas si estas siguen proveyendo los recursos esenciales, tales como lugares de nidificación adecuados, agua y hábitats alimenticios favorables. De un total de 72 colonias localizadas entre 1991 y 1994, Hamilton y otros (1995) encontraron 19 activas en los mismos sitios cada año. Otras 11 colonias (15 % del total) ubicadas en 1994 habían estado activas en los mismos sitios en 1992 o 1993, pero no en ambos años. Aproximadamente 25 de un total de 75 colonias activas a la fecha del 26 de abril de 1997 se encontraban dentro del medio kilómetro de sitios utilizados en 1994.

### Territorio
A menudo descritos como no territoriales, en realidad tanto machos como hembras establecen un territorio para la crianza de cada nidada. Los territorios son reducidos e incluyen solo el área de nidificación, no las de alimentación. El tamaño de los territorios varía desde menos de uno a varios metros cuadrados; la mayoría de ellos cubre un área de entre 2 y 6 metros cuadrados. En algunos casos, en especial en sitios con una densidad de nidos particularmente alta, los territorios pueden estar apilados verticalmente.
En contraste, los tordos sargento son altamente territoriales y durante la época de reproducción los machos defienden sus territorios que incluyen los nidos de entre dos y varias hembras así como también algo de hábitat de alimentación. Los tordos sargento se distribuyen espaciadamente sobre el terreno durante la temporada reproductiva, mientras que los tordos tricolores tienden a formar colonias grandes y densas; esta diferencia en su comportamiento constituye una de las distinciones más importantes entre ambas especies.

### Colonias
Las colonias reproductivas del tordo tricolor superan en número de individuos las de cualquier otra ave terrestre norteamericana no extinta tras la desaparición de la paloma migratoria (Ectopistes migratorius). Se han registrado entre 20 000 y 30 000 nidos en pantanos de totoras (Typha spp.) de cuatro hectáreas o menos, con una distancia de menos de medio metro entre uno y otro nido. Los nidos pueden ser construidos inmediatamente junto a otros. Los requerimientos básicos de la especie para escoger sitios reproductivos son la disponibilidad de una fuente de agua, un sustrato protegido para el nido —por ejemplo, vegetación inundada, con espinas o estructuras urticantes— y la presencia de áreas de alimentación con insectos dentro de unos pocos kilómetros desde la colonia.
El sistema reproductivo de colonias de los tordos tricolores probablemente evolucionara en el Valle Central, en donde de la ubicación de las fuentes de aguas superficiales y de insectos eran efímeras y variaban año a año. Antes de que se construyeran represas en sus ríos y de que las aguas de estos fuera canalizada, el Valle Central se inundaba en muchos años, formando un vasto mosaico de humedales estacionales, pantanos de agua dulce, salares, pastizales nativos, bosques ribereños y sabanas con robles. Virtualmente todos estos hábitats sustentaron alguna vez la nidificación o la alimentación de los tordos tricolores. La evolución de un sistema reproductivo de colonias le permitió a esta especie evaluar rápidamente las cambiantes condiciones locales y explotar los momentos de superabundancia de langostas y otros insectos efímeros. La organización social nómada y en colonias de las aves se desarrolla más frecuentemente en áreas semiáridas con grandes fluctuaciones climáticas anuales.

### Sustrato y construcción del nido
Históricamente, la mayoría de las colonias se asentó en pantanos de agua dulce dominados por totoras (Typha spp.) o tules (Scirpus spp.), pero algunas se ubicaban sobre sauces (Salix spp.), zarzas (Rubus spp.), cardos (Cirsium spp. y Centaurea spp.) y ortigas (Urtica spp.). Sin embargo, el uso de pantanos de agua dulce como sitios reproductivos ha disminuido de un 93 % (N = 252 colonias) en la década de 1930 a un 54 % (N = 158 colonias) en los años 1970. Se ha registrado un creciente porcentaje de colonias en zarzas armenias (Rubus armeniacus) y cardos desde la década de 1970 y algunas de las colonias recientes de mayor tamaño se establecieron sobre campos de forraje y granos en las cercanías de tambos en el Valle de San Joaquín. Otros sustratos menos utilizados incluyen el cártamo (Carthamus tinctorius), los tarajes (Tamarix spp.), los saúcos (Sambucus spp.), el roble venenoso pacífico (Toxicodendron diversilobum), la caña común (Arundo donax) y matorrales y bosques ribereños (por ejemplo, Salix spp., Populus spp., Fraxinus spp.).
Las comunidades bien desarrolladas de zarza armenia sustentan las mayores densidades de nidos: dos o tres nidos por metro cuadrado no son poco comunes, mientras que estas densidades son relativamente raras en los pantanos nativos y otros sustratos. Las zarzas nativas no proporcionan sitios de nidificación alternativos adecuados y rara vez son utilizadas incluso cuando crecen junto a zarzas armenias. Esto probablemente se deba a que las comunidades de zarzas nativas no desarrollan la densidad, la protección y la altura de la zarza armenia.
Los tordos tricolores construyen nidos en forma de taza utilizando hojas largas de varios tipos de plantas. En la mayoría de los casos, las hojas son recolectadas cuando ya están secas; después son llevadas a una fuente de agua cercana y colocadas dentro de esta durante varios segundos hasta que estén completamente mojadas para luego ser transportadas al sitio de nidificación. Las hojas son entretejidas alrededor de tallos rectos y resistentes de muchas especies de plantas. La altura de los nidos puede ser de entre unos pocos centímetros hasta alrededor de 1,5 m sobre el agua o el suelo en colonias ubicadas sobre pantanos de agua dulce y de hasta 3 m en sauces (Salix spp.) y otros árboles ribereños; rara vez son construidos sobre el suelo. La hembra construye el nido sola; en raras ocasiones los machos buscan materiales para la construcción del nido que luego le entregan a las hembras. La construcción lleva alrededor de cuatro días. Los materiales más toscos son entretejidos alrededor de los tallos para armar una plataforma, luego materiales similares son utilizados para levantar los lados, la hembra agrega barro o fibras de algas en el fondo y cuando este seca coloca materiales más delicados sobre el barro para crear un sustrato suave para los huevos.
La construcción del nido a menudo muestra un alto grado de sincronización y puede comenzar el mismo día del arribo a la colonia reproductiva. Otras aves pueden ir sumándose a la colonia y comenzar la nidificación más tarde sobre los márgenes de la misma de manera concéntrica.

### Puesta de los huevos e incubación
Típicamente, los tordos tricolores depositan cuatro huevos; las puestas de tres huevos también son comunes —de hecho, es el número más habitual para las segundas nidadas de la temporada—, mientras que las de cinco son raras. También pueden ser de solo uno o dos huevos. Los huevos son ovalados, generalmente celestes, aunque en ocasiones verdes claro, con manchas marrones rojizas oscuras concentradas sobre un extremo y miden en promedio 24 o 25 mm de largo y pesan entre 2,5 y 5 gramos. La puesta de los huevos puede empezar tras solo dos días del comienzo de la construcción del nido, aunque generalmente inicia alrededor de cuatro días después de la llegada de los tordos tricolores a los sitios de anidación. El macho deja de cantar tras la puesta del último huevo.
Emlen (1941) y Orians (1961a) estimaron el período de incubación del tordo tricolor en entre 11 y 12 días, mientras que Payne (1969) lo estimó en entre 11 y 14 días. La incubación, tarea exclusiva de la hembra, comienza antes de la finalización de la nidada y la eclosión de los huevos dentro de nidos individuales es asincrónica. Durante la incubación, los machos forman bandadas solo de individuos masculinos y pueden pasar el día a varios kilómetros de las colonias. Una vez que los huevos han eclosionado, sin embargo, algunos machos atienden activamente sus nidos.

### Desarrollo y cuidado de los polluelos
Se trata de una especie altricial: los polluelos nacen sin plumas y ciegos. Pesan entre 2 y 3 gramos al nacer. Transcurren unos 9 días desde la eclosión hasta que el mayor de los polluelos de la nidada esté listo para saltar del nido en caso de ser molestado. Los jóvenes requieren alrededor de 15 días desde ese momento para independizarse de sus padres. En total, la crianza de una nidada lleva unos 45 días. Los polluelos se alimentan casi exclusivamente de presas animales desde su nacimiento hasta su noveno día de vida, después de lo cual reciben una alimentación mixta de origen vegetal y animal. Una vez que han abandonado el nido los jóvenes se congregan ya sea en el sitio en el que se ubica la colonia o en lugares entre las colonias y áreas de alimentación favorables. Estos polluelos resultan llamativos por ser vociferantes y porque los adultos los alimentan tan rápido como les es posible.
La mayoría de las nidadas son reducidas por los padres. La mayor parte de los huevos (tres o cuatro, a veces cinco) eclosiona, pero es poco común que más de dos o tres polluelos logren abandonar el nido. Esto se debe a que cuando el alimento escasea los padres optan por no alimentar a todos sus polluelos, restringiendo así la cantidad de pequeños que logrará independizarse. Sin embargo, si el alimento es abundante los tordos tricolores pueden criar hasta cuatro polluelos.